# Segunda División 2018/19
Die Segunda División 2018/19 (offiziell LaLiga 1|2|3) war die 88. Saison der zweiten spanischen Liga. Die Saison begann am 17. August 2018 und endete am 23. Juni 2019 mit dem Finale der Play-offs. Meister wurde CA Osasuna.

## Vor der Saison
Die 22 Mannschaften trafen an 42 Spieltagen jeweils zweimal aufeinander. Die zwei besten Mannschaften stiegen direkt in die Primera División auf. Die Teams auf den Plätzen drei bis sechs ermittelten in den Play-offs den dritten Aufsteiger. Reservemannschaften waren nicht aufstiegsberechtigt. Die letzten vier Vereine stiegen ab.
Als Absteiger aus der Primera División nahmen Deportivo La Coruña, UD Las Palmas und der FC Málaga teil. Aufgestiegen aus der Segunda División B waren RCD Mallorca, der Rayo Majadahonda, FC Elche und der Extremadura UD.

## Teams
| Verein                 | Stadt                  | Stadion                                                    | Kapazität     |
| ---------------------- | ---------------------- | ---------------------------------------------------------- | ------------- |
| Albacete Balompié      | Albacete               | Carlos Belmonte                                            | 17.300        |
| AD Alcorcón            | Alcorcón               | Santo Domingo                                              | 05.430        |
| UD Almería             | Almería                | Juegos Mediterráneos                                       | 15.000        |
| FC Cádiz               | Cádiz                  | Ramón de Carranza                                          | 25.033        |
| FC Córdoba             | Córdoba                | Nuevo Arcángel                                             | 18.280        |
| Deportivo La Coruña    | A Coruña               | Riazor                                                     | 34.611        |
| FC Elche               | Elche                  | Estadio Manuel Martínez Valero                             | 36.017        |
| Extremadura UD         | Almendralejo           | Estadio Francisco de la Hera                               | 11.580        |
| Gimnàstic de Tarragona | Tarragona              | Nou Estadi de Tarragona                                    | 14.500        |
| FC Granada             | Granada                | Nuevo Los Cármenes                                         | 16.200        |
| UD Las Palmas          | Las Palmas             | Gran Canaria                                               | 31.250        |
| CD Lugo                | Lugo                   | Anxo Carro                                                 | 08.000        |
| FC Málaga              | Málaga                 | Estadio La Rosaleda                                        | 30.044        |
| RCD Mallorca           | Palma                  | Son Moix                                                   | 23.142        |
| CD Numancia            | Soria                  | Los Pajaritos                                              | 09.025        |
| CA Osasuna             | Pamplona               | El Sadar                                                   | 19.800        |
| Real Oviedo            | Oviedo                 | Nuevo Carlos Tartiere                                      | 30.500        |
| Rayo Majadahonda       | Majadahonda            | 7 × Estadio Metropolitano, Madrid Estadio Cerro del Espino | 67.703 03.800 |
| CF Reus Deportiu       | Reus                   | Camp Nou                                                   | 04.500        |
| Sporting Gijón         | Gijón                  | El Molinón                                                 | 29.538        |
| CD Teneriffa           | Santa Cruz de Tenerife | Heliodoro Rodríguez                                        | 24.000        |
| Real Saragossa         | Saragossa              | La Romareda                                                | 34.596        |

## Abschlusstabelle
| Pl. | Verein                  | Sp. | S  | U  | N  | Tore    | Diff. | Punkte |
| --- | ----------------------- | --- | -- | -- | -- | ------- | ----- | ------ |
| 1.  | CA Osasuna              | 42  | 26 | 9  | 7  | 059:350 | +24   | 87     |
| 2.  | FC Granada              | 42  | 22 | 13 | 7  | 052:280 | +24   | 79     |
| 3.  | FC Málaga (A)           | 42  | 21 | 11 | 10 | 051:310 | +20   | 74     |
| 4.  | Albacete Balompié       | 42  | 19 | 14 | 9  | 054:380 | +16   | 71     |
| 5.  | RCD Mallorca (N)        | 42  | 19 | 12 | 11 | 053:370 | +16   | 69     |
| 6.  | Deportivo La Coruña (A) | 42  | 17 | 17 | 8  | 050:320 | +18   | 68     |
| 7.  | FC Cádiz                | 42  | 16 | 16 | 10 | 053:360 | +17   | 64     |
| 8.  | Real Oviedo             | 42  | 17 | 12 | 13 | 048:480 | ±0    | 63     |
| 9.  | Sporting Gijón          | 42  | 16 | 13 | 13 | 043:380 | +5    | 61     |
| 10. | UD Almería              | 42  | 15 | 15 | 12 | 051:390 | +12   | 60     |
| 11. | FC Elche (N)            | 42  | 13 | 16 | 13 | 049:520 | −3    | 55     |
| 12. | UD Las Palmas (A)       | 42  | 12 | 18 | 12 | 048:500 | −2    | 54     |
| 13. | Extremadura UD (N)      | 42  | 14 | 11 | 17 | 043:470 | −4    | 53     |
| 14. | AD Alcorcón             | 42  | 14 | 10 | 18 | 036:420 | −6    | 52     |
| 15. | Real Saragossa          | 42  | 13 | 12 | 17 | 049:510 | −2    | 51     |
| 16. | CD Teneriffa            | 42  | 11 | 17 | 14 | 040:500 | −10   | 50     |
| 17. | CD Numancia             | 42  | 11 | 16 | 15 | 044:500 | −6    | 49     |
| 18. | CD Lugo                 | 42  | 10 | 17 | 15 | 043:510 | −8    | 47     |
| 19. | Rayo Majadahonda (N)    | 42  | 12 | 9  | 21 | 046:610 | −15   | 45     |
| 20. | Gimnàstic de Tarragona  | 42  | 9  | 9  | 24 | 030:630 | −33   | 36     |
| 21. | FC Córdoba              | 42  | 7  | 13 | 22 | 048:790 | −31   | 34     |
| 22. | CF Reus Deportiu 1      | 0   | 0  | 0  | 0  | 000:000 | ±0    | 0      |

Platzierungskriterien: 1. Punkte – 2. Direkter Vergleich (Punkte, Tordifferenz, geschossene Tore) – 3. Tordifferenz – 4. geschossene Tore

| (A) | Absteiger der Primera División 2017/18 |
| (N) | Aufsteiger der Segunda División B      |

## Aufstiegs-Play-offs
An den Play-offs nahmen die Mannschaften auf den Plätzen drei bis sechs der regulären Saison teil. Im Halbfinale traf der Sechste auf den Dritten (12. und 15. Juni 2019) und der Vierte auf den Fünften (13. und 16. Juni 2019), die beiden Sieger spielten in zwei Finalbegegnungen gegeneinander (20. und 23. Juni 2019). Der Sieger qualifizierte sich als dritter Aufsteiger für die Primera División 2019/20.
Halbfinale
|                     | Gesamt |                   | Hinspiel | Rückspiel |
| ------------------- | ------ | ----------------- | -------- | --------- |
| Deportivo La Coruña | 5:2    | FC Málaga         | 4:2      | 1:0       |
| RCD Mallorca        | 2:1    | Albacete Balompié | 2:0      | 0:1       |

Finale
|                     | Gesamt |              | Hinspiel | Rückspiel |
| ------------------- | ------ | ------------ | -------- | --------- |
| Deportivo La Coruña | 2:3    | RCD Mallorca | 2:0      | 0:3       |

## Torschützenliste
Bei gleicher Anzahl an Toren sind die Spieler alphabetisch gelistet.
| Pl.                 | Spieler             | Mannschaft          | Tore |
| ------------------- | ------------------- | ------------------- | ---- |
| 1.                  | Álvaro Giménez      | UD Almería          | 20   |
| 2.                  | Quique González     | Deportivo La Coruña | 17   |
| 3.                  | Rubén Castro        | UD Las Palmas       | 15   |
| 3.                  | Enric Gallego       | Extremadura UD      | 15   |
| 5.                  | Juan Muñoz Muñoz    | AD Alcorcón         | 13   |
| 6.                  | Jérémie Bela        | Albacete Balompié   | 12   |
| 6.                  | Federico Piovaccari | FC Córdoba          | 12   |
| 6.                  | Roberto Torres      | CA Osasuna          | 12   |
| 6.                  | Juan Villar         | CA Osasuna          | 12   |
| 10.                 | Uroš Đurđević       | Sporting Gijón      | 11   |
| 10.                 | Lago Junior         | RCD Mallorca        | 11   |
| 10.                 | Aitor Ruibal        | Rayo Majadahonda    | 11   |
| 10.                 | Roman Sosulja       | Albacete Balompié   | 11   |
| Stand: 9. Juni 2019 |                     |                     |      |